# Brezje (żupania krapińsko-zagorska)
Brezje – wieś w Chorwacji, w żupanii krapińsko-zagorskiej, w gminie Gornja Stubica. W 2011 roku liczyła 246 mieszkańców.